# Masters of Menace
Pour plus de détails, voir Fiche technique et Distribution.
Masters of Menace est un film américain sorti en 1990.

## Fiche technique
- Titre : Masters of Menace
- Réalisation : Daniel Raskov
- Scénario : Daniel Raskov et Tino Insana
- Pays de production : États-Unis
- Format : Couleurs - Dolby
- Genre : comédie
- Date de sortie : 1990

## Distribution
- David Rasche : Buddy Wheeler
- Catherine Bach : Kitty Wheeler
- Tino Insana : Horny Hank
- Lee Ving : Roy Boy
- David Bowe : Sloppy Joe
- Lonnie Parkinson : Fat Frank
- Carol Ann Susi : Candy Colletti
- John Hazelwood : Lazy Larry
- David Lander : Squirt
- Bill Reid : Bill
- Lance Kinsey : Wallace Wolfby
- Ray Baker : Riley Hoover
- George Buck Flower : Shériff Julip
- George Wendt : Dr Jack Erheart
- Dan Aykroyd : Johnny Lewis
- Jim Belushi : Gypsy
- Ron Taylor : l'homme à la porte
- John Candy : le conducteur de camion de bières